# Рок, Жозеф
Гийом-Жозеф Рок (фр. Joseph Roques; 7 августа 1757—1847) — французский художник направления неоклассицизма и романтизма.
Преподавал в Королевской академии искусств в Тулузе, где среди его учеников был Жан Огюст Доминик Энгр. Был плодовитым художником и одним из самых заметных представителей неоклассицизма за пределами центра движения в Париже, хотя в конце жизни он тяготел к романтизму.
Его самые известные картины включают вариацию на тему произведения Жак-Луи Давида «Смерть Марата» (1793) и ряд работ из жизни Девы Марии, написанных в 1810—1820 годах для хора церкви Нотр-Дам-де-ла-Дорад в Тулузе.

## Галерея

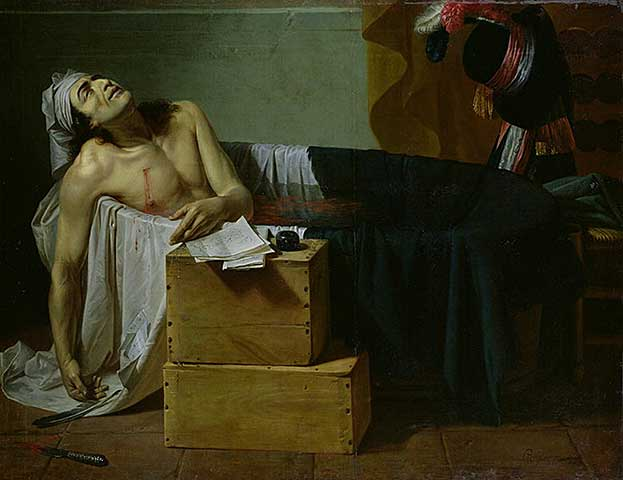
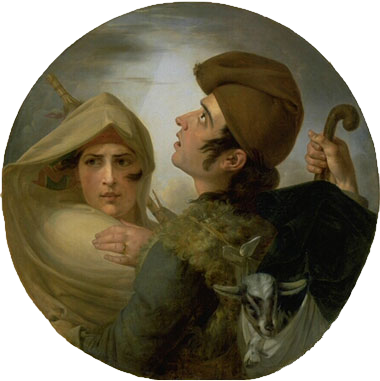